# Charter Communications
Charter Communications là một công ty cáp viễn thông của Mỹ. Cung cấp dịch vụ cho hơn 32 triệu khách hàng ở 41 tiểu bang, đây là nhà điều cáp hành lớn thứ hai tại Hoa Kỳ tính doanh thu và số thuê bao, chỉ sau Comcast, và là hãng cung cấp điện thoại lớn thứ ba, sau Comcast và AT&T. Vào cuối năm 2012, công ty đã công bố kế hoạch di dời trụ sở từ St. Louis, Missouri, tới Stamford, Connecticut.

## Lịch sử
Charter Communications được thành lập vào năm 1993 bởi Barry Babcock, Jerald Kent và Howard Wood, người đã làm giám đốc điều hành trước đây tại Cencom Truyền hình cáp tại St Louis, Missouri. Nó cũng đã được thành lập tại St. Louis, Missouri, vào năm 1993.

## Mua bán, sáp nhập
Tháng 5 năm 2015, Hãng truyền hình cáp Charter Communications thâu tóm hãng Time Warner Cable với giá khoảng 55 tỉ đô-la Mỹ.